# دو فرشته (فیلم)
دو فرشتهبه کارگردانی محمد حقیقت و بازیگری سیاوش لشگری. مهران رجبی. گلشیفته فراهانی. استاد حسن ناهید در سال ۱۳۸۱ ساخته شد.
در شهرستانی، پدری پس از کشتن پسرش به امامزاده ای می‌رود و تمامی شب را به راز و نیاز می‌گذراند … در پاریس، پدری تز دکترای خود را دربارهٔ فرشتگان، جنس آنها و حضورشان در ادبیات قدیم ایران و غرب می‌نویسد … در بیابانی، نوجوانی که از خانه گریخته با فرشته ای آشنا می‌شود و دنیایش دگرگون می‌شود …
این فیلم با عنوان موقت دو فرشته، اولین ساخته بلند محمد حقیقت در ایران است. محمد حقیقت در سال ۱۹۸۳ فیلم بلند حالت بحرانی را در فرانسه ساخت که در جشنواره لوکارنو سال ۱۹۸۴، و جشنواره بلژیک و سینماتک پاریس به نمایش درآمد.
نویسنده و کارگردان: محمد حقیقت
مدیر فیلمبرداری: شهریار اسدی
موسیقی: محمدرضا درویشی
چهره پرداز: مهرداد شکرابی
مدیر تولید و عکاس: محمد احمدی
صدابردار صحنه: نظام الدین کیایی، مازیار شیخ محبوبی
بازیگران: مهران رجبی، گلشیفته فراهانی، فهیمه رحیم نیا، شراره دولت‌آبادی، سیاوش لشکری و … استاد حسن ناهید
موسیقی این فیلم برگرفته از موسیقی مقامی و محلی و سنتی ایران است که با نوازندگی تار و تنیورو خوانندگی سید آرش شهریاری ونوازندگی کمانچه برادرش سید شهاب شهریاری و نی استاد حسن ناهید وسنتور مجید اخشابی و دف علیرضا رحیمی اجرا گردیده است